# Eleição para mesa diretora da Assembleia Legislativa de São Paulo em 2023
A eleição para a Presidência da Assembleia Legislativa de São Paulo ocorreu em 15 de março de 2023, durante a 1ª Sessão Legislativa da 20ª Legislatura, no mesmo dia em que foram empossados os 94 deputados estaduais eleitos nas eleições estaduais de 2022. Ela resultou na eleição de um presidente, dos cargos de 1º e 2º Secretários (cargos principais da Mesa Diretora), de quatro vice-presidentes e de 3º e 4º Secretários (membros substitutos). Os vencedores deterão um mandato bienal (2023-2025), vedada a recondução para o mesmo cargo na eleição imediatamente subsequente, de acordo com o Regimento Interno da Assembleia Legislativa de São Paulo (artigo 11).
A eleição é realizada por meio de votação aberta, onde os deputados declaram abertamente em quem desejam votar. O deputado estadual André do Prado, do Partido Liberal (PL) foi eleito em primeiro turno com uma maioria absoluta dos votos, tendo apoio até mesmo de partidos da oposição, como a Federação Brasil da Esperança (composta pelo Partido dos Trabalhadores e Partido Comunista do Brasil na casa legislativa). A vitória de Prado encerrou a hegemonia tucana na presidência da ALESP.

## Candidatos à Presidência da Assembleia Legislativa de São Paulo
- André do Prado (PL): Político natural de Guararema, já foi vereador (1993–2000), vice-prefeito (2001–2004) e prefeito (2005–2008) desta mesma cidade. Foi eleito deputado estadual pela primeira vez nas eleições estaduais de 2010, e foi reeleito para mais três mandatos consecutivos (2014, 2018 e 2022). É aliado do governador Tarcísio de Freitas.[4]
- Carlos Giannazi (PSOL): Político natural da cidade de São Paulo, Giannazi foi vereador da capital (2001–2007) e é deputado estadual desde 2007, sendo eleito por cinco mandatos.

### Candidaturas anunciadas
Nota: a tabela a seguir está organizada por blocos partidários.
| Candidato | Candidato                                             | Imagem | Bloco partidário | Natural de | Partido |
| --------- | ----------------------------------------------------- | ------ | --- | ---------- | ------- |
|           | André do Prado Partido Liberal (PL)                   |        | (PL, Republicanos, Federação PSDB Cidadania, FE Brasil, PSB, Solidariedade, PP, PODE, UNIÃO, PSC, MDB, NOVO, PDT, REDE, PSD) | Guararema  |         |
|           | Carlos Giannazi Partido Socialismo e Liberdade (PSOL) |        | PSOL | São Paulo  |         |

## Resultados por cargo

### Presidente
O deputado estadual André do Prado foi eleito em primeiro turno com uma maioria absoluta de votos, sendo o seu adversário Carlos Giannazi sendo votado apenas pelos deputados de seu próprio partido.
| Candidato       | Número de Votos | Partido | Bloco | %     |
| --------------- | --------------- | ------- | --- | ----- |
| André do Prado  | 89              | PL      | PL, Republicanos, Federação PSDB Cidadania, FE Brasil, PSB, Solidariedade, PP, PODE, UNIÃO, PSC, MDB, NOVO, PDT, REDE, PSD | 94,68 |
| Carlos Giannazi | 5               | PSOL    | – | 5,32  |
| Votos válidos   | 94              | –       | – | 100   |

| Partido | Partido | Candidato | Votos | Votos (%) |
| ------- | ------- | --------- | ----- | --------- |
|         | PL      | do Prado  | 89    | 94,68%    |
|         | PSOL    | Giannazi  | 5     | 5,32%     |
| Totais  | Totais  | Totais    | 94    |           |

### Votos por bancada partidária
| Bancada | Bancada                                                    | Votos                     |
| ------- | ---------------------------------------------------------- | ------------------------- |
|         | Partido Liberal (PL) 19 deputados                          | André do Prado (89 votos) |
|         | Partido dos Trabalhadores (PT) 18 deputados                | André do Prado (89 votos) |
|         | Partido da Social Democracia Brasileira (PSDB) 9 deputados | André do Prado (89 votos) |
|         | Republicanos 8 deputados                                   | André do Prado (89 votos) |
|         | União Brasil (UNIÃO) 8 deputados                           | André do Prado (89 votos) |
|         | Podemos (PODE) 4 deputados                                 | André do Prado (89 votos) |
|         | Movimento Democrático Brasileiro (MDB) 4 deputados         | André do Prado (89 votos) |
|         | Partido Social Democrático (PSD) 4 deputados               | André do Prado (89 votos) |
|         | Partido Socialista Brasileiro (PSB) 3 deputados            | André do Prado (89 votos) |
|         | Progressistas (PP) 3 deputados                             | André do Prado (89 votos) |
|         | Partido Social Cristão (PSC) 2 deputados                   | André do Prado (89 votos) |
|         | Cidadania 2 deputados                                      | André do Prado (89 votos) |
|         | Partido Novo (NOVO) 1 deputado                             | André do Prado (89 votos) |
|         | Partido Democrático Trabalhista (PDT) 1 deputado           | André do Prado (89 votos) |
|         | Solidariedade (SD) 1 deputado                              | André do Prado (89 votos) |
|         | Partido Comunista do Brasil (PCdoB) 1 deputado             | André do Prado (89 votos) |
|         | Rede Sustentabilidade (REDE) 1 deputado                    | André do Prado (89 votos) |
|         | Partido Socialismo e Liberdade (PSOL) 5 deputados          | Carlos Giannazi (5 votos) |

### 1º Secretário
O cargo de 1º Secretário é o segundo mais importante da mesa diretora, logo abaixo do presidente da Assembleia. Como o deputado estadual Teonilio Barba, do Partido dos Trabalhadores, era o único candidato indicado para a primeira secretaria, a votação foi feita pelo processo simbólico (com base no parágrafo 4 do Art. 6 do Regimento Interno da Assembleia Legislativa de São Paulo). Não houve objeções ao nome do deputado, eleito em primeiro turno.

### 2º Secretário
O cargo de 2º Secretário é o terceiro mais importante da mesa diretora, logo abaixo do cargo de 1º Secretário. Como o deputado estadual Rogério Nogueira, do Partido da Social Democracia Brasileira era o único candidato indicado para a segunda secretaria, a votação foi feita pelo processo simbólico. Não houve objeções ao nome do deputado.

### 1º Vice-presidente
A 1ª vice-presidência da ALESP ficou com o deputado estadual Gilmaci Santos, do Republicanos, único candidato indicado ao posto. Não houve qualquer objeção à indicação do mesmo.

### 2º Vice-presidente
A 2ª vice-presidência da ALESP ficou com o deputado estadual Milton Leite Filho, filiado ao União Brasil. Ele era o único candidato ao posto e não houve qualquer objeção à indicação do mesmo.

### 3º Vice-presidente
A 3ª vice-presidência de ALESP ficou com o deputado estadual Helinho Zanatta, filiado ao Partido Social Cristão. Ele era o único candidato ao posto e não houve qualquer objeção à indicação do mesmo.

### 4º Vice-presidente
A 4ª vice-presidência da ALESP ficou com o deputado estadual Rafael Silva, filiado ao Partido Social Democrático. Ele era o único candidato ao posto e não houve qualquer objeção à indicação do mesmo.

### 3º Secretário
O cargo de 3º Secretário ficou com o deputado estadual Léo Oliveira, filiado ao Movimento Democrático Brasileiro. Ele era o único candidato ao posto e não houve qualquer objeção à indicação do mesmo.

### 4º Secretário
O cargo de 4º Secretário ficou com o deputado estadual Gil Diniz, filiado ao Partido Liberal. Ele era o único candidato ao posto e não houve qualquer objeção à indicação do mesmo.